# Chaetomium citrinum
Chaetomium citrinum är en svampart som beskrevs av Udagawa & T. Muroi 1981. Chaetomium citrinum ingår i släktet Chaetomium och familjen Chaetomiaceae.   Inga underarter finns listade i Catalogue of Life.